# Potamolepis marshalli
Potamolepis marshalli är en svampdjursart som beskrevs av Burton 1938. Potamolepis marshalli ingår i släktet Potamolepis och familjen Potamolepiidae.
Artens utbredningsområde är havet utanför Kongo-Brazzaville och Kongo-Kinshasa. Inga underarter finns listade i Catalogue of Life.